# Athenäum (Riedel)
Athenäum. Zeitschrift für das gebildete Deutschland var en tyskspråkig tidskrift som grundades år 1841 av Karl Riedel i Berlin; tillsammans med Eduard Meyen var Riedel ansvarig utgivare. Sammanlagt utgavs 50 nummer, innan tidskriften förbjöds av de preussiska myndigheterna den 31 december 1841.
I tidskriftens första nummer, utgivet den 23 januari 1841, lät Karl Marx publicera två dikter: "Der Spielmann" och "Nachtliebe". Friedrich Engels skrev under pseudonymen Friedrich Oswald.
Bland tidskriftens skribenter fanns bland andra Willibald Alexis, Karl Beck, Ludwig Buhl, Moriz Carrière, Ludwig Eichler, Moses Hess, Theodor Mügge, Carl Nauwerck, Adolf Rutenberg, Max von Schenkendorf, Christian Friedrich Scherenberg och Karl August Varnhagen von Ense.